# Carlos Roqué Alsina
Carlos Roqué Alsina, né à Buenos Aires le 19 février 1941, est un pianiste, compositeur français, d’origine argentine. Il meurt le 5 août 2023 à Paris.

## Biographie
Sa carrière de pianiste, commencée à l'âge de six ans, l'amène rapidement à donner de nombreux concerts d'abord en Amérique latine, puis en Amérique du Nord et enfin en Europe, certains sous la direction de prestigieux chefs d’orchestre : Gilbert Amy, Ernest Bour, Semyon Bychkov, Jascha Horenstein, Otto Klemperer, Manuel Rosenthal, Michel Tabachnik, entre autres. Parallèlement, il étudie en autodidacte la composition, écrivant sa première pièce dès l'âge de quatorze ans.
En Argentine, il participe activement en tant que pianiste et compositeur à des programmes artistiques de diverses institutions musicales (notamment Nueva Musica à Buenos Aires de 1959 à 1964).
En 1964, il est invité en Allemagne dans le cadre du programme Artists-in-Residence qui  lui permet surtout de côtoyer Iannis Xenakis, Elliott Carter et Luciano Berio. En 1965, sa composition Funktionen est créé à Darmstadt sous la direction de Bruno Maderna, dont il devient l’année suivante l’assistant à la Deutsche Oper Berlin.
En 1967 s’ouvre une période New-Yorkaise, participant au Center of Creative and Performing Arts à New-York, menant de nombreuses masterclasses sur le piano contemporain au sein de l'Université de Buffalo. Il travaille également à la Juilliard School en 1969, en tant que professeur invité. Au cours de cette période, il expérimente le théâtre musical (cf. le Trio de 1967 pour violoncelle, trombone et percussion).
Avec Jean-Pierre Drouet, Michel Portal, et Vinko Globokar, il fonde en avril 1969 le groupe d'improvisation New Phonic Art, qui l'amène à donner de nombreux concerts et à effectuer de multiples tournées internationales.
En 1972, il s'installe en France.
Depuis 1978, il se consacre parallèlement à ses activités de pianiste et compositeur à l'enseignement (il est ainsi professeur de la classe de piano au Conservatoire national supérieur de musique de Lyon pendant neuf ans) et donne aussi des cours en tant que professeur invité dans plusieurs institutions européennes.
Pour honorer ses 60 ans (2001) et sa contribution à la vie musicale française, il reçoit une commande spéciale du Ministère de la Culture: Phares et Rayonnements. Cet anniversaire est aussi l'occasion de nombreux concerts-portraits célébrant son multiple parcours.
Aujourd'hui Carlos Roqué Alsina continue d’exercer ses activités de pianiste, pédagogue et compositeur: récitals, masterclasses et productions de ses œuvres rythment ses dernières années et l'amènent à de nombreux déplacement en Europe, en Amérique du Nord mais aussi en Chine, en Argentine...
Il a deux filles, Cécile et Natasha, respectivement dramaturge et pianiste.

## Œuvre
Il a écrit jusqu'à présent plus de 110 œuvres (la majorité étant des commandes émanant d'institutions musicales) - dont plusieurs pour grand orchestre, jouées dans la plupart des festivals internationaux de musique contemporaine (Berlin, Hambourg, Donaueschingen, Darmstadt, Vienne, Tanglewood, Amsterdam, Paris, Royan, Metz, Lille, Venise…).
- Première Étude pour piano [op.3]
- Deuxième Étude pour piano [op.6]
- Troisième Klavierstück pour piano [op.8] (1963-65)
- Funktionen (1965)
- Concerto pour piano et orchestre (1965)
- Auftrag (1967)
- Überwindung (1967), commande de la radio Südwestfunk, créée à Donaueschingen sous la direction d'Ernest Bour.
- Schichten pour ensemble instrumental (1971)
- Étude pour zarb (1973)
- A Letter (1976)
- Cantate (1977)
- La Muraille (1981)
- Prima Sinfonia (1983)
- Undici(1987)
- Suite indirecte pour orchestre de chambre (1989)
- Fantaisie pour clarinette et orchestre (1991)
- Symphonie no 2 (1992) pour grand orchestre, commande de l'Orchestre de Paris à l'occasion de ses 50 ans, créée sous la direction de Semyon Bychkov.
- Pénombres (1993) pour chœur, chœur d'enfants et orchestre sur un texte de Claire Billot
- Concerto en deux mouvements (1999) pour quintette à vents et orchestre
- Phares et Rayonnements (2001), pour bande et trois instrumentistes
- Concertino (2002) pour piano et 12 instruments
- Reflet (2002) pour vibraphone solo
- Reflets en trio (2002) pour vibraphone, djembé et marimba
- Bel Canto (2009)

## Distinctions
- 1971 : Prix Guggenheim pour ses œuvres Überwindung et Schichten (« site officiel »).
- 1986 : Officier de l'Ordre des Arts et des Lettres
- 2004 : l’Académie des Beaux-Arts (Institut de France) lui décerne le Prix de Composition Paul-Louis Weiller pour l’ensemble de son œuvre.